# Jean Schintgen
Jean Claude Schintgen (ur. 23 marca 1939 w Charleroi) – luksemburski zapaśnik walczący w stylu klasycznym. Olimpijczyk z Rzymu 1960, gdzie zajął 22. miejsce w kategorii 62 kg.

## Letnie Igrzyska Olimpijskie 1960
| Konkurencja          | Rundy eliminacyjne   | Rundy eliminacyjne | Klas. końcowa |
| Konkurencja          | Przeciwnik I         | Przeciwnik II      | Miejsce       |
| -------------------- | -------------------- | ------------------ | ------------- |
| 62 kg styl klasyczny | Vojtech Tóth (TCH) P | Mihai Șulț (ROU) P | 22.           |